# No identificat
No identificat (títol original en romanès, Neidentificat) és una pel·lícula de thriller romanesa del 2020 dirigida per Bogdan George Apetri, protagonitzada per Bogdan Farcaș, Dragos Dumitru, Vasile Muraru, Ana Popescu, Kira Hagi i Andrei Aradits. S'ha doblat i subtitulat al català.